# Alireza Jahanbakhsh
Alireza Jahanbakhsh Jirandeh (persiska: علیرضا جهانبخش جیرنده), född 11 augusti 1993, är en iransk fotbollsspelare (mittfältare) som spelar för Eredivisie-klubben Heerenveen. Han representerar även det iranska landslaget.

## Karriär
Den 6 november 2024 skrev Jahanbakhsh på ett kontrakt med Heerenveen fram till sommaren 2025.